# Songtsen Gampo
| Tibetische Bezeichnung                               |
| ---------------------------------------------------- |
| Tibetische Schrift: སྲོང་བཙན་སྒམ་པོ་                     |
| Wylie-Transliteration: srong btsan sgam po           |
| Aussprache in IPA: [soŋtsɛnkampo]                    |
| Offizielle Transkription der VRCh: Songzain Gambo    |
| THDL-Transkription: Songtsen Gampo                   |
| Andere Schreibweisen: Songtsan Gampo, Songtsän Gampo |
| Chinesische Bezeichnung                              |
| Traditionell: 松贊干布                               |
| Vereinfacht: 松赞干布                                |
| Pinyin:Sōngzàn Gānbù                                 |

Songtsen Gampo († 649) war König von Tibet von ca. 617 bis 649. Unter ihm begannen die Tibeter erstmals eine wesentliche Rolle in der Geschichte Zentralasiens zu spielen.
Die Voraussetzungen für seine Erfolge schufen schon seine Vorgänger, die der Yarlung-Dynastie angehörten, insbesondere sein Vater Namri Songtsen, der in Südtibet eine gewisse Einheit erreichte. Songtsen Gampo ist der dreiunddreißigste in der traditionellen Liste der 42 ältesten tibetischen Herrscher. Ein anderer Begriff für die ersten Könige Tibets ist „Chögyel“ (tibetisch: chos rgyal; Sanskrit: Dharmaraja).
Unter Songtsen Gampo schickten je 100 Familien einen Vertreter an den Hof. Ein Palast wurde in Lhasa erbaut, an der Stelle des heutigen Potala-Palastes. Es gab neun Ministerien mit ebenso vielen Ministern und ein „Gesetzbuch“ mit 16 allgemeinen moralischen Grundsätzen. Seit dem 6. Jahrhundert existierten tibetische Städte mit Mauern und kleine Festungen in bebautem Land. Es gab Metallarbeiter, die zur Herstellung von goldenen Schmuckpanzern und ebensolchem Geschirr in der Lage waren. Münzen wurden geprägt und eine Schrift entwickelt.
Songtsen Gampo verlangte 635 vom chinesischen Tang-Kaiser Taizong eine Prinzessin als Gemahlin, die er nach einem erfolgreichen Feldzug gegen China auch bekam. Prinzessin Wen Cheng war eine fromme Buddhistin; sie brachte Mönche und Schriftrollen mit. Außerdem soll der König auch die nepalesische buddhistische Prinzessin Khri-btsun (Bhrikuti) geheiratet haben; hierüber gibt es aber keine zuverlässige Überlieferung. Des Weiteren nahm Songtsen Gampo eine Prinzessin des sich im Niedergang befindenden Königreichs von Shangshung zur Frau.
Von Bedeutung ist heute noch die damalige Stellung Songtsen Gampos im Vergleich zum chinesischen Kaiser, denn die heutige chinesische Regierung sähe es gerne, wenn Tibet ein Vasallenstaat Chinas gewesen wäre. Aber die Inschriften zweier Säulen in Lhasa – eine von 821 und eine von 1794, beide zweisprachig – sprechen von der Unabhängigkeit und Eigenständigkeit beider Länder. Auf letzterer bestätigte Chinas Gesandter Ho Lin, dass Tibet zur Tang- und Song-Zeit kein Vasallenstaat Chinas war.
Unter Songtsen Gampo begann der Buddhismus in Tibet Fuß zu fassen, auch wenn es zu dieser Zeit nur wenige Buddhisten gab und ihre Tempel schlichten Kapellen ähnelten. Der König selbst gründete zwei dieser Heiligtümer in Lhasa, darunter den Jokhang-Tempel. Er wird aus diesem Grund auch, neben König Thrisong Detsen und König Relpacen (tib.: ral pa can), zu den drei Dharma-Königen Tibets gerechnet. Vorherrschend war damals noch die schamanisch-animistische Bön-Religion. Erst im 8. Jahrhundert, unter König Thrisong Detsen (755–797), gab es buddhistische Mönche tibetischer Herkunft und 779 baute man das erste Kloster Tibets, das von Samye.

## Galerie

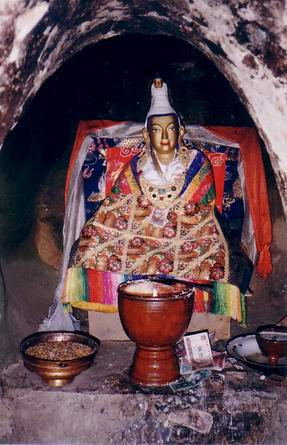
Statue von Songtsen Gampo in seiner Meditationshöhle in Yerpa
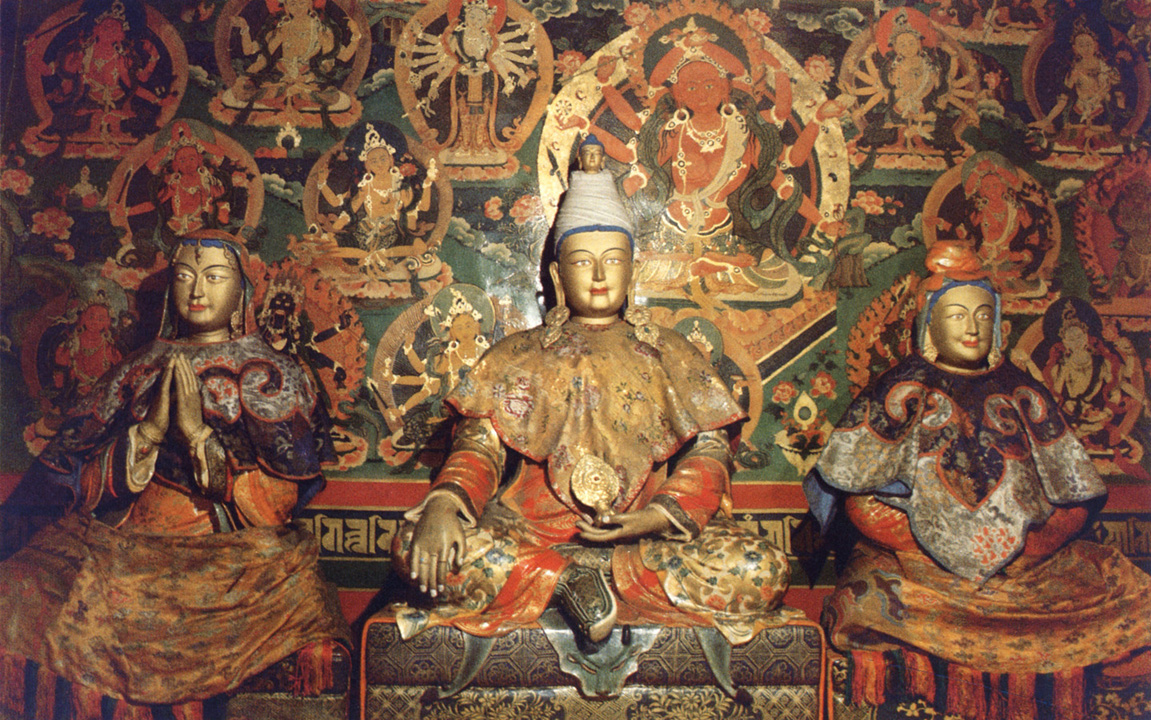
Songtsen Gampo mit seinen zwei Ehefrauen Wen Cheng (rechts) und Bhrikuti (links)